# CROSS POP BEAT
『CROSS POP BEAT』（クロス・ポップ・ビート）は、2002年10月1日から2010年3月28日（27日深夜）までCROSS FMで放送されていた音楽番組である。
世界各国の音楽をジャンルを問わずに紹介していた番組。欧米のアーティストだけでなく、東方神起やピなど韓国の歌手も取り上げていた。番組は最新の音楽情報の紹介、海外での取材企画、アーティストへの独占インタビューなどを行っていた。ナビゲーターは今泉圭姫子が務めていた。

## 放送時間
いずれも日本標準時。
- 月曜 - 木曜 20:30 - 21:00 （2002年10月1日 - 2003年3月27日）
- 火曜 - 金曜 00:00 - 01:00 （2003年4月1日 - 2004年4月2日）
- 金曜 20:00 - 23:00 （2004年4月9日 - 2006年3月31日）
- 金曜 19:00 - 21:00 （2006年4月7日 - 2008年9月26日）
- 土曜 01:00 - 03:00 （2008年10月4日 - 2008年10月11日）
- 土曜 00:30 - 02:30 （2008年10月18日 - 2009年3月28日）
- 日曜 00:00 - 02:00 （2009年4月5日 - 2010年3月28日）